# Отана
Отана или Отан (др.-перс. Utâna) (конец VI века до н. э. — начало V века до н. э.) — персидский военачальник, один из семи заговорщиков, участвовавших в убийстве Гауматы.

## Биография
Первыми людьми после персидского царя считались князья, вожди семи древних арийских племён, образовавших иранскую нацию, — как писал Геродот, «равные царю во всём, исключая только царское звание». Одним из этих вождей был Отана, сын Фарнаспа.

### УбийствоГауматы
После смерти первого персидского царя Кира II на престол взошёл его старший сын Камбис, ставший жестоким правителем. Боясь, что обозлённые подданные его свергнут и возведут на трон его младшего брата Бардию, Камбис приказал тайно убить его — Бардия просто «исчез», о чём и объявили стране.
Камбис ушёл в поход на Египет. В его отсутствие управляющий царским двором мидийский маг Гаумата объявил, что «пропавший» царевич вернулся, а сам начал править страной от его имени, не выходя из царских покоев. Когда Камбис узнал о «возвращении» убитого по его приказу Бардии, он решил срочно вернуться в Сузы, столицу Персии, но в пути умер от заражения крови. Так Гаумата стал единственным, полновластным правителем Персии.
Отана ежедневно являлся в царский дворец для решения государственных дел. Отане показалось странным, что новый царь в отличие от своих предшественников Кира и Камбиса, никогда не появляется в тронном зале и не советуется ни с кем из знатных персов. Чаще всего от имени царя говорил смотритель дворца Патизиф. Отана также заметил, что куда-то исчез брат Патизифа, Гаумата. Отана знал, что ещё в начале своего царствования Камбис за какую-то провинность приказал отрезать Гаумате уши. После этого Гаумата носил длинные волосы, поверх которых надевал ещё и парик.
Дочь Отаны Федима была одной из жён Камбиса и «по наследству» перешла к новому царю. Отана попросил дочь проверить, есть ли у «нового царя» уши. Вскоре Федима подтвердила догадку Отаны — Персией действительно правил мидийский маг Гаумата. Отана рассказал о своём открытии своим друзьям — Аспатину и Гобрию. Они решили свергнуть узурпатора с престола. Для этого они обратились за поддержкой к ещё нескольким знатным персам — к заговорщикам примкнули Мегабиз, Интаферн, Гидарн и Дарий. Было решено царя убить.
Отан, Мегабиз и Дарий застали лжецаря в спальне, в тесной комнате началась схватка, и Дарий убил самозванца.
Кто займёт вакантный престол, заговорщики решили с помощью жребия — его выиграл Дарий, его конь заржал первым, когда заговорщики выехали из городских ворот утром.

### Царствование Дария
Около 517 года до н. э. персидская армия во главе с Отаной, после внезапного нападения захватила Самос. Остров был опустошён и включён в состав Персидской державы, а его вассальным правителем был назначен Силосон, брат Поликрата, который ещё до возвышения Дария был знаком с ним и сумел оказать ему однажды небольшую услугу.
Командование воинскими силами в северной части Малой Азии было передано в руки Отаны, который заменил на этом посту Мегабаза. Отана завоевал Византий и Халкедон, овладел Антандром в Троаде и Лампонием. Затем на лесбосских кораблях завоевал Лемнос и Имброс (оба этих острова тогда ещё населяли пеласги). Лемносцы же, правда, мужественно сражались, но всё же после долгого сопротивления были побеждены. Таким образом, персидская власть была установлена по обе стороны Геллеспонта, лишив греков и, прежде всего, афинян возможности получать хлеб с берегов Чёрного моря и корабельный лес из Фракии. Жители завоёванных греческих городов на северном побережье Эгейского моря упоминаются в персидских надписях среди покорённых народов под названием «щитоносные ионийцы».
В конце 496 года до н. э. Отана вместе с лидийским сатрапом Артаферном объединили свои силы и начали планомерно подавлять Ионийское восстание.

## Семья
- Отец — Фарнасп.
- Дочь — Федима — была одной из жён в гареме царя Камбиса, после его смерти стала женой Бардии, потом Дария I.

## В художественной литературе
Отана стал героем трагедии Александра Сумарокова «Артистона» (1750) с полностью выдуманным сюжетом.